# Sande (miejscowość)
Sande – miejscowość w Norwegii, w regionie Vestfold. W 2017 roku liczyła 2254 mieszkańców. Siedziba gminy o tej samej nazwie.